# تحليل تنظيمي
التحليل التنظيمي أو التحليل الصناعي بشكل أشيع هو عملية مراجعة التطور وبيئة العمل والموظفين وعمل شركة ما أو نوع آخر من الشركات. غالبًا ما تُجرى هذه المراجعة استجابةً للأزمة، ولكن يمكن إجراؤها أيضًا كجزء من مشروع وصفي، في عملية استخدام برنامج على نطاق واسع، أو في سياق العمليات المنتظمة. يمكن أن يكون إجراء تحليل تنظيمي تفصيلي دوري طريقة مفيدة للإدارة لتحديد المشاكل أو أوجه القصور التي نشأت في المنظمة ولكن لم تُعالج بعد، ووضع استراتيجيات لحلها.
يركز التحليل التنظيمي على هيكل وتصميم المنظمة وكيف تؤثر أنظمة المنظمة وقدرتها ووظيفتها على المخرجات. كما تُراعى العوامل الداخلية والخارجية الإضافية في تقييم كيفية تحسين الكفاءة. يُعد إجراء تحليل تنظيمي مفيدًا في تقييم سلامة وقدرات المنظمة، واتخاذ قرار بشأن مسار العمل لتحسين استدامة المنظمة على المدى الطويل. يمكن أن تصبح إعادة هيكلة المنظمة ضرورية عندما تخلق القوى الخارجية أو الداخلية مشكلة أو فرصة لتحسين الكفاءة والفعالية.
عند إجراء تحليل تنظيمي، تظهر تفاصيل كثيرة حول وظائف وقدرة المنظمة. يمكن أن تجعل كل هذه التفاصيل تحديد ما هو فعّال وغير فعال أمرًا صعبًا. يمكن أن يساعد استخدام النماذج التنظيمية النظرية في فرز المعلومات، ويسهّل رسم الاتصالات. بعد العمل من خلال هذه النماذج النظرية، يُعالج وضع المنظمات بشكل أكثر ملاءمة، ويمكن تحديد مسار المنظمة بشكل كامل.

## نماذج التحليل التنظيمي

### نموذج المثلث الاستراتيجي
يعتمد هذا النموذج على ثلاث حسابات رئيسية لتحديد كفاءة وفعالية المنظمة. أولًا، القيمة أو المهمة التي توجه المنظمة. ثانيًا، القدرة التشغيلية والمعرفة والقدرة على تنفيذ المهمة. ثالثًا، الشرعية والدعم، أو البيئة، التي تجيز قيمة المنظمة، وتقدم الدعم (على وجه التحديد الدعم المالي). باستخدام هذا النموذج، تعتبر إستراتيجية المؤسسة جيدة إذا كانت هذه المكونات الثلاثة متوائمة.

### نموذج التحليل الرباعي (SWOT)
التحليل الرباعي (أو تُعرف أيضًا باسم المصفوفة الرباعية) طريقة تخطيط هيكلية تُستخدَم لتقييم نقاط القوة والضعف والفرص والتهديدات التي ينطوي عليها العمل أو المشروع التجاري. يمكن إجراء التحليل الرباعي لمنتج أو مكان أو صناعة أو شخص. يتضمن تحديد هدف المشروع أو المشروع التجاري وتحديد العوامل الداخلية والخارجية المواتية وغير المواتية لتحقيق هذا الهدف. يُعبّر عن درجة توافق البيئة الداخلية للكيان مع البيئة الخارجية من خلال مفهوم التوافق الاستراتيجي.
- نقاط القوة: صفات العمل أو المشروع التي تمنحه ميزة عن مشاريع أخرى.
- نقاط الضعف: الخصائص التي تُضعف العمل أو المشروع مقارنة بالمشاريع الأخرى.
- الفرص: عناصر يمكن للمشروع استغلالها لصالحه.
- التهديدات: عناصر في البيئة يمكن أن تسبب مشاكل للعمل أو المشروع.

أولًا، يجب على صنّاع القرار أن ينظروا في إمكانية تحقيق الهدف، بعد إجراء التحليل الرباعي. إذا لم يكن الهدف قابلًا للتحقق، فيجب اختيار هدف مختلف وتكرار العملية. يحتاج مستخدمو التحليل الرباعي إلى طرح الأسئلة التي تولد معلومات ذات معنى لكل فئة (نقاط القوة والضعف والفرص والتهديدات) والإجابة عنها، وذلك لجعل التحليل مفيدًا وإيجاد ميزتهم التنافسية.

## الاستراتيجيات والهيكل التنظيمي

### الاستراتيجية التنظيمية
«يمكن القول إن المنظمة إستراتيجية عندما يلتزم القادة والمنظمة ككل برؤية معينة لكيفية عمل المنظمة لخلق القيمة والحفاظ عليها في المستقبل القريب» 
يتطلب تقييم أو صياغة إستراتيجية تنظيمية تحليل العلاقة بين المَهمّة والقيمة والموارد. تسمح الإستراتيجية للمدراء بالتركيز على الخطة طويلة المدى للمؤسسة والتأكد من تحقيق أهداف المهمة. تستكشف الاستراتيجية التنظيمية العلاقة بين الوحدة والبيئة. تنطوي على إجراء -مطابقة المهارات والموارد مع الفرص والتهديدات. وفقًا لمايكل بورتر، الأستاذ في كلية إدارة الأعمال بجامعة هارفارد والخبير الرائد في الاستراتيجية التنظيمية، لأساسيات النموذج التنافسي خمس قوى:
- تهديد الوافدين الجدد
- خطر البضائع والخدمات البديلة
- القوة التفاوضية للعملاء
- القوة التفاوضية للمورّدين
- شدة التنافس

### الاستراتيجية الخاصة والعامة
يمكن أن تختلف الاستراتيجية بين القطاعين العام والخاص. تتمثل المهمة في القطاع الخاص في جني المال لأصحاب المصلحة، ولكن تتمثل مهمتها في القطاع العام في ملء الهدف الاجتماعي أو الحاجة الاجتماعية. قياس النجاح أصعب بكثير في القطاع العام لأنه يعتمد على الوقت الذي تُسد فيه الحاجة الاجتماعية أو القضية. غالبًا لا يوجد رابط مباشر بين تحقيق الهدف والاستدامة. في بعض الأحيان لا تتوافق القيمة الاجتماعية مع الأداء المالي أو البقاء التنظيمي.

### الهيكل التنظيمي
تعتمد كيفية هيكلة المنظمة على آلية التنسيق المستخدمة لإنتاج المنتج أو الخدمة. فكّر من ناحية تقسيم العمل لمهام محددة وكيفية توزيع السلطة بين الموظفين. يحدد هنري مينتزبيرج خمس طرق للنظر في تقسيم العمل:
- هيكل بسيط: الإشراف المباشر مع القليل من التخصص
- البيروقراطية الآلية: توحيد العمل مع تخصص أفقي ورأسي
- البيروقراطية المهنية: توحيد المهارات مع تخصص أفقي
- شكل القسم: توحيد المخرجات مع بعض التخصص الأفقي والرأسي (بشكل رئيسي بين الأقسام)
- الوضع المخصص: تعديلات متبادلة مع الكثير من التخصص الأفقي

## إدارة الأداء
يمكن تعريف إدارة الأداء بأنها «عملية مستمرة ومتواصلة للتواصل وتوضيح مسؤوليات الوظيفة والأولويات وتوقعات الأداء من أجل ضمان التفاهم بين المشرف والموظف».
ينطوي جانب مهم من إدارة الأداء على تصميم مؤشرات محددة قابلة للقياس كوسيلة لقياس التقدم. يجب عدم الخلط بين مؤشرات النتائج والنتائج الفعلية، على الرغم من أن كلاهما وثيق الصلة بقياس التقدم. تُعين مؤشرات النتائج لمقياس رقمي محدد «يشير إلى التقدم نحو تحقيق النتيجة»، ولكنها ليست النتائج نفسها.

### مثال على المؤشرات مقابل النتائج
تُحدد مؤشرات الأداء عادةً، مع واصفات قابلة للقياس مثل النسبة أو الوقوع أو الجزء أو النسبة المئوية، لإثبات التقدم. عند تحديد التقدم بين فترات تقديم التقارير، يمكن أن يعبّر المؤشر أيضًا عن القياس باستخدام كلمات مثل التغيير في، أو الفرق لوصف القيم بعد إعداد تقارير معينة. على النقيض من ذلك، يمكن أن تقيس النتيجة «عدد الحالات التي حُلّت بشكل صحيح خلال الفترة الزمنية أو النسبة المئوية التي زاد بها العدد في فترة إعداد التقارير هذه مقارنة بالفترة السابقة». وبالتالي، إذا كان مؤشر نتائج نظام النقل يقيس النسبة المئوية للطرق الجيدة، فإن نتيجة نظام النقل ستكون أن الطرق في حالة ملائمة ومتينة.
غالبًا ما تُنتقد أنظمة قياس الأداء لتركيزها على المؤشرات، على حساب صفات النتائج المهمة، والتي يمكن أن تؤدي إلى سوء تخصيص موارد تمويل البرنامج والجهود الاستراتيجية. من الضروري أن تتضمن المؤشرات مجموعة شاملة من النتائج التي تتوقع نتائج غير مرغوب فيها. أمثلة على التركيز على المؤشرات أكثر من النتائج، مثلًا تركّز وكالة إنفاذ القانون فقط على عدد اعتقالات الشرطة، أو وكالة الضرائب التي تركز فقط على مبلغ الدولارات التي جُمعت. يخلق هذا التركيز حافزًا ضارًا يمكن أن «يغري الموظفين لمضايقة المواطنين الأفراد [و] [الشركات] لزيادة هذه القيم»، ما يفسح المجال للعواقب غير المقصودة. وأخيرًا، تتوقف الشمولية على قياس الموارد المتاحة، بالإضافة إلى أي مشكلات في البيانات الموجودة.

### تحدي النتائج لإمكانية قياسها
- برامج الوقاية- (كيف يمكن قياس عدد الحوادث التي مُنعت؟)
- البحوث الأساسية وأنشطة التخطيط بعيدة المدى- (يمكن أن تستغرق النتائج سنوات لتظهر)
- برامج مع عملاء مجهولين (مثال: الخطوط الساخنة)
- البرامج التي تنطبق فيها النتائج الرئيسية على عدد صغير جدًا من الأحداث[6]

### أنظمة التحكم في مكان العمل
تشجع الشركات الاستقلال والابتكار بين الموظفين من أجل الحفاظ على قدرتها التنافسية، ولكن في محاولة لتجنب المخاطر غير الضرورية والسيطرة على الفشل، يجب على الشركات أيضًا وضع آليات لرصد تقدم الموظفين. يوجد هنا أربعة أنواع رئيسية من أذرع التحكم أو الأنظمة التي تمكّن المدراء من التوفيق بين استقلالية الموظف والتحكم الفعال.
- أنظمة التحكم التشخيصي: بناء ودعم الأهداف الواضحة
- أنظمة الإيمان: توصيل القيم الأساسية للشركة ورسالتها
- أنظمة الحدود: تحديد وتنفيذ قواعد العمل
- أنظمة التحكم التفاعلية، فتح حوار تنظيمي لتشجيع التعلم [7]